# 尖齿叶垫柳
尖齿叶垫柳（学名：Salix oreophila）为杨柳科柳属的植物。分布在印度、锡金以及中国大陆的西藏、云南等地，生长于海拔4,000米至4,600米的地区，一般生长在生凌晨：高山顶部裸露的岩石上，目前尚未由人工引种栽培。

## 异名
- Salix oreophila Hook. f. ex Anderss. var. secta (Anderss.) Anderss.